# ویکتور دو لاولی
ویکتور دو لاولی (انگلیسی: Victor de Laveleye; ۵ نوامبر ۱۸۹۴ – ۱۴ دسامبر ۱۹۴۵) سیاستمدار اهل بلژیک بود.